# Li Lili
Li Lili (chiń. upr. 李丽丽; pinyin Lǐ Lìlì; ur. 2000) – chińska zapaśniczka walcząca w stylu wolnym. Brązowa medalistka mistrzostw świata w 2023 roku. 
Dziewiąta na mistrzostwach Azji w 2025. Wicemistrzyni Azji U-23 w 2023 roku.